# 디키르히주

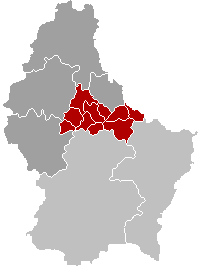
디키르히 주의 위치

디키르히주(룩셈부르크어: Kanton Dikrech, 독일어: Kanton Diekirch, 프랑스어: Canton de Diekirch)는 룩셈부르크를 구성하는 12개 주 가운데 하나로, 행정 구역상으로는 디키르히 구에 속한다. 주도는 디키르히이며 면적은 204.51 km2, 인구는 27,634명(2006년 기준), 인구 밀도는 140명/km2, 높이는 175~525m이다. 10개 지방 자치체(Bettendorf, Bourscheid, Diekirch(디키르히), Ermsdorf, Erpeldange(에르펠당주), Ettelbruck(에텔브루크), Feulen, Hoscheid, Medernach, Mertzig, Reisdorf, Schieren(시렌))를 관할한다.